# Subdivisions du Pakistan

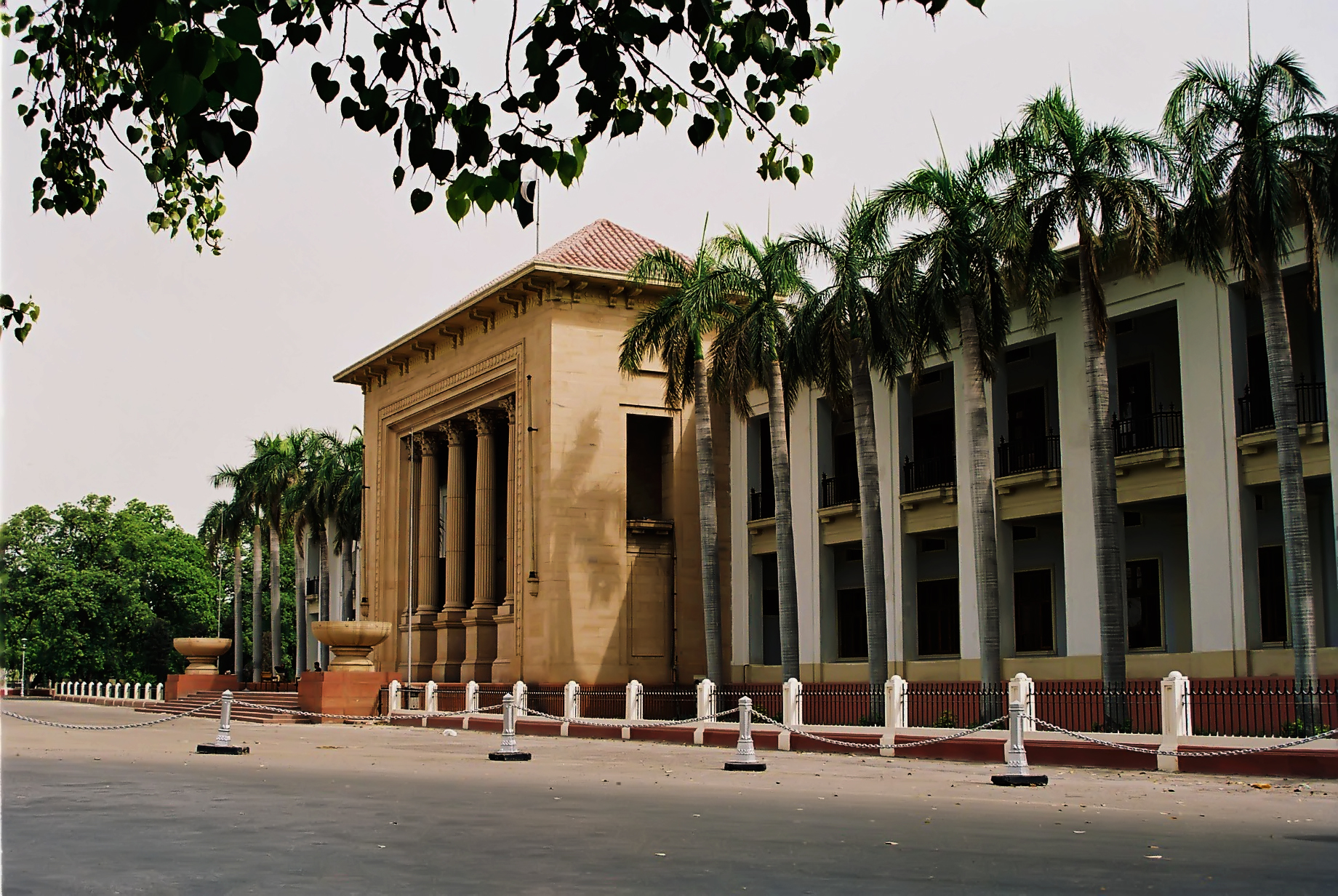
L'Assemblée provinciale du Pendjab.

Les subdivisons du Pakistan consistent en cinq échelons différents dans le cadre d'une organisation fédérale de l’État. On trouve en haut de la hiérarchie les quatre provinces ainsi que les trois territoires, puis les 34 divisions qui sont des regroupements des 156 districts. Ensuite, on trouve les 588 tehsils au quatrième échelon, puis enfin les quelque 6 000 union Councils (équivalent de municipalités).
Au Pakistan, les provinces et territoires se situent au cœur du système politique fédéral. Elles bénéficient d'une forte décentralisation et d'institutions politiques autonomes. Entre 1955 et 1970, le Pakistan était simplement subdivisé en deux provinces, le Pakistan oriental et le Pakistan occidental, avant le rétablissement des anciennes provinces. Le système d'administration territoriale est largement hérité de l'époque coloniale du Raj britannique.

## Subdivisions de premier rang: provinces et territoires

### Situation depuis 2018
À sa création en 1947, le Pakistan est surtout recouvert de cinq provinces : le Sind, le Pendjab, le Baloutchistan et la Province de la Frontière-du-Nord-Ouest à l'ouest en plus du Bengale oriental, séparé du reste du pays par l'Inde. Cependant, ces provinces sont abolies par Iskander Mirza en 1955 et remplacées par seulement deux : le Pakistan occidental, gigantesque province correspondant essentiellement à l'intégralité du Pakistan actuel, et le Pakistan oriental correspondant au Bengale oriental. Ce système prend fin le 1er juillet 1970 peu avant la sécession du Bengale oriental qui devient le Bangladesh et les quatre autres provinces sont rétablies à l’identique.
La Province de la Frontière-du-Nord-Ouest est renommée en Khyber Pakhtunkhwa en 2010 à l'occasion d'une réforme constitutionnelle, et le 31 mai 2018 les « régions tribales fédéralement administrées » disparaissent en fusionnant avec la province de Khyber Pakhtunkhwa.
Le Gilgit-Baltistan et l'Azad Cachemire forment des territoires au statut particulier, censés être semi-autonomes.

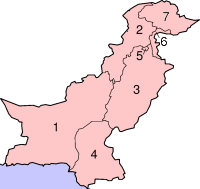
Voir les numéros associés dans le tableau.

|   | Nom                            | Statut     | Superficie (km²) | % Superficie | Population (rec. 2017) | % Pop. | Capitale     |
| - | ------------------------------ | ---------- | ---------------- | ------------ | ---------------------- | ------ | ------------ |
| 1 | Baloutchistan                  | Province   | 347 190          | 39 %         | 12 344 408             | 6 %    | Quetta       |
| 2 | Khyber Pakhtunkhwa             | Province   | 101 741          | 9 %          | 35 525 047             | 16 %   | Peshawar     |
| 3 | Pendjab                        | Province   | 205 344          | 23 %         | 110 012 442            | 51 %   | Lahore       |
| 4 | Sind                           | Province   | 140 914          | 16 %         | 47 886 051             | 22 %   | Karachi      |
| 5 | Territoire fédéral d'Islamabad | Territoire | 1 165            | 0,1 %        | 2 006 572              | 1 %    | Islamabad    |
| 6 | Azad Cachemire                 | Territoire | 13 297           | 1,5 %        | 4 045 366              | 2 %    | Muzaffarabad |
| 7 | Gilgit-Baltistan               | Territoire | 72 496           | 8 %          | 2 441 523              | 1 %    | Gilgit       |

### Revendications pour de nouvelles provinces
La création de nouvelles provinces fait souvent débat au sein de la société pakistanaise. Elles sont revendiquées par certaines communautés minoritaires mais rencontrent l'hostilité de quelques formations politiques. C'est notamment le cas de la communauté saraikie, ethnie parlant un dialecte du pendjabi et présente dans le sud de la province du Pendjab. Cette mesure est également vue comme un moyen de réduire la prédominance politique, démographique et économique de la province. Elle rencontre cela dit l'opposition du nord de la province, bien plus riche et largement acquise à la Ligue musulmane du Pakistan (N). De plus, la division de Bahawalpur refuse d'être assimilée à cette nouvelle province et demande à obtenir le même statut si une telle décision devait être prise.
La division de Hazara a également parfois revendiqué un tel statut. Située au nord-est de Khyber Pakhtunkhwa, elle est peuplée de Pachtounes parlant hindko. Une résolution non contraignante en ce sens a été adoptée par l'Assemblée provinciale de Khyber Pakhtunkhwa.
|   | Nom            | Localisation       | Superficie (km²) | % Superficie | Population (2017) | % Pop. (2017) | Capitale   |
| - | -------------- | ------------------ | ---------------- | ------------ | ----------------- | ------------- | ---------- |
| 1 | Pendjab du Sud | Pendjab            | 56 173           | 6,4 %        | 23 279 559        | 11 %          | Multan     |
| 2 | Bahawalpur     | Pendjab            | 45 588           | 5,2 %        | 11 464 031        | 5,5 %         | Bahawalpur |
| 3 | Hazara         | Khyber Pakhtunkhwa | 17 194           | 1,9 %        | 5 325 121         | 2,6 %         | Abbottabad |

## Subdivisions de deuxième rang: divisions
Les « divisions » du Pakistan consistent principalement en un regroupement de districts, placés sous l'autorité d'un commissaire divisionnaire pour chaque division et qui supervise les sous-commissaires de chaque district. Ils sont sous la responsabilité du gouverneur de la province, et donc indirectement du pouvoir central. Le système a été mis en place par le pouvoir colonial britannique à l'époque du Raj. Partiellement conservé à l'indépendance, le système est aboli par le président Pervez Musharraf lors d'une réforme territoriale en 2000, peu avant des élections locales. Cependant, elles sont progressivement remises en place à partir de 2008,.

## Subdivisions de troisième rang: districts

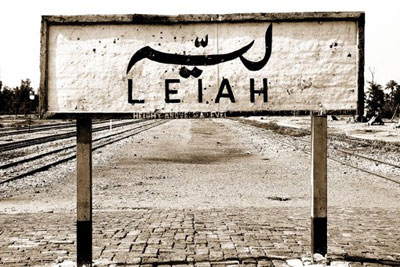
Gare dans le district de Layyah.

Les districts du Pakistan représentent, selon les différentes périodes prises en considération, le deuxième ou troisième échelon de la hiérarchie territoriale, après les provinces et territoires ou après les divisions. Installés par le pouvoir colonial britannique, ils font références pour localiser plus précisément les villes. Ces dernières ont souvent donné leur nom au district et sont centrales au sein de celui-ci. Leur nombre augmente régulièrement sous l'effet des différentes réformes territoriales. On dénombre en effet 106 districts en 2000 et 149 en 2016. Avec 36 districts, la province du Pendjab en compte le plus grand nombre, suivi par le Baloutchistan et le Khyber Pakhtunkhwa avec 32 districts et enfin le Sind avec 29 districts.
Avant leur intégration à la province de Khyber Pakhtunkhwa, les districts des régions tribales étaient dénommés « agences ».

## Subdivisions de quatrième rang: tehsil
Le tehsil est une subdivision du district et constitue l'avant-dernier échelon du système territorial pakistanais. Chaque district est généralement divisé en un peu moins d'une dizaine de tehsils. Dans la province du Sind, les tehsil sont nommés « taluko ». Ils ont des compétences en matière d'administration, de finances et de développement rural. Ils ont à leur tête un « nazim de tehsil », qui représente la subdivision au niveau du district.

## Subdivisions de cinquième rang: union council
L'union council, qui peut être traduit par « conseil municipal », représente le plus petit échelon administratif existant au Pakistan. Ils sont comparables à des regroupements de villes ou villages et représentent une sous-division au sein des tehsils. On en compte environ 6 000 à l'échelle du pays, soit environ une dizaine par tehsil. Ils sont dirigés par un conseil dont l'élection directe par la population est prévue par la réforme de la gouvernance locale de 2000. Le conseil local comporte treize membres et est dirigé par un président (« nazim ») qui représente son territoire au niveau du tehsil. Ils sont au centre de la démocratie locale, tous les échelons supérieurs jusqu'au district étant composés de membres élus par ces conseils.